# MPEG-21
O padrão MPEG-21, do Moving Picture Experts Group, tem o objetivo de definir um framework para aplicações multimídia. Ele é ratificado nos padrões ISO/IEC 21000 - Multimedia framework (MPEG-21).
Especificamente, o MPEG-21 define um padrão de "Linguagem de Expressão de Direitos" como meio de compartilhamento de direitos/permissões/restrições para conteúdo digital do autor para o cliente do conteúdo. Como um padrão baseado em XML, o MPEG-21 é destinado para transmitir informações de licença às máquinas de uma maneira "onipresente, não-ambígua e segura".
O MPEG-21 é baseado em dois conceitos essenciais:
- definição de um Item Digital (uma unidade fundamental de distribuição e transação)
- usuários interagindo com Itens Digitais

Os Itens Digitais podem ser considerados o núcleo do Framework Multimídia e os usuários podem ser considerados como quem interage com eles dentro do Framework. Em seu nível mais básico, o MPEG-21 fornece uma estrutura na qual um usuário interage com outro, e o objeto dessa interação é um Item Digital. Por isso, poderíamos dizer que o objetivo principal do MPEG-21 é definir a tecnologia necessária para apoiar os usuários a trocar, acessar, consumir, comercializar ou manipular os Itens Digitais de maneira eficiente e transparente.
O MPEG-21 Part 9: File Format definiu o armazenamento de um Item Digital MPEG-21 em um formato de arquivo baseado no formato de arquivo de mídia ISO, com alguns ou todos os dados auxiliares do Item Digital (como filmes, imagens ou outros dados não-XML) dentro do mesmo arquivo. Ele usa extensões de nome de arquivo .m21 ou .mp21 e tipo MIME application/mp21.